# دان روس
دان روس (انگلیسی: Don Roos؛ زادهٔ ۱۴ آوریل ۱۹۵۵) فیلم‌نامه‌نویس و کارگردان اهل ایالات متحده آمریکا است.
از فیلم‌هایی که او ساخته‌است، می‌توان به گزاف‌گویی اشاره کرد. وی همجنس‌گراست و همسر وی دن بوکاتینسکی است.